# Torque

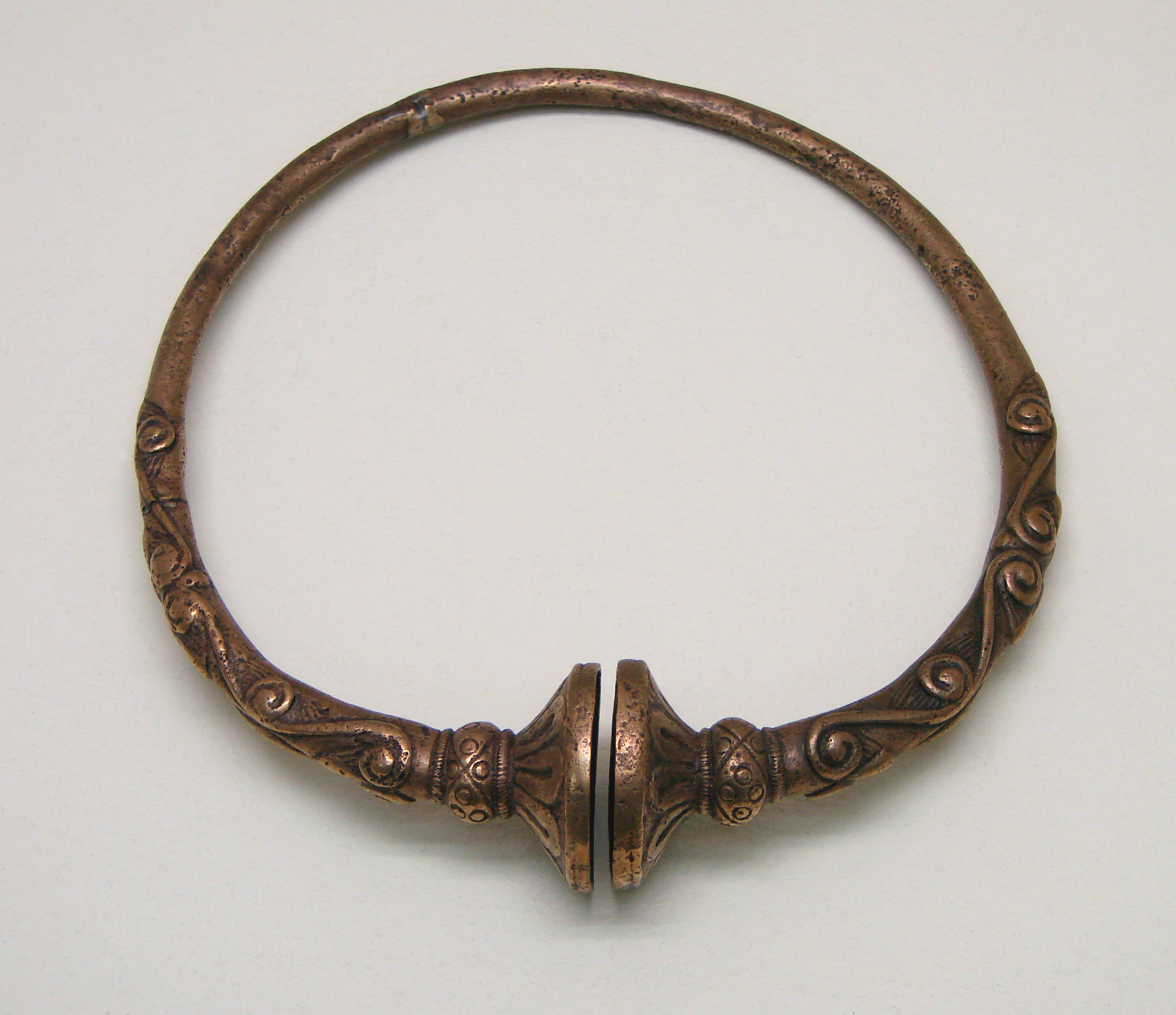
Torque gallico in bronzo del IV secolo, museo di Reims

La torque, detta anche torquis, torc o torq (dal latino torquis o torques, da torquĕo) era un collare o un girocollo usato dai Celti, Sciti e altri popoli antichi.
Poteva svolgere più funzioni (decorazione militare, decorativa, apotropaica, di individuazione etnica), di difficile classificazione.
Solitamente d'oro o di bronzo, più raramente d'argento, era realizzata con una disposizione spesso a tortiglione da cui deriva il nome.

## Origini

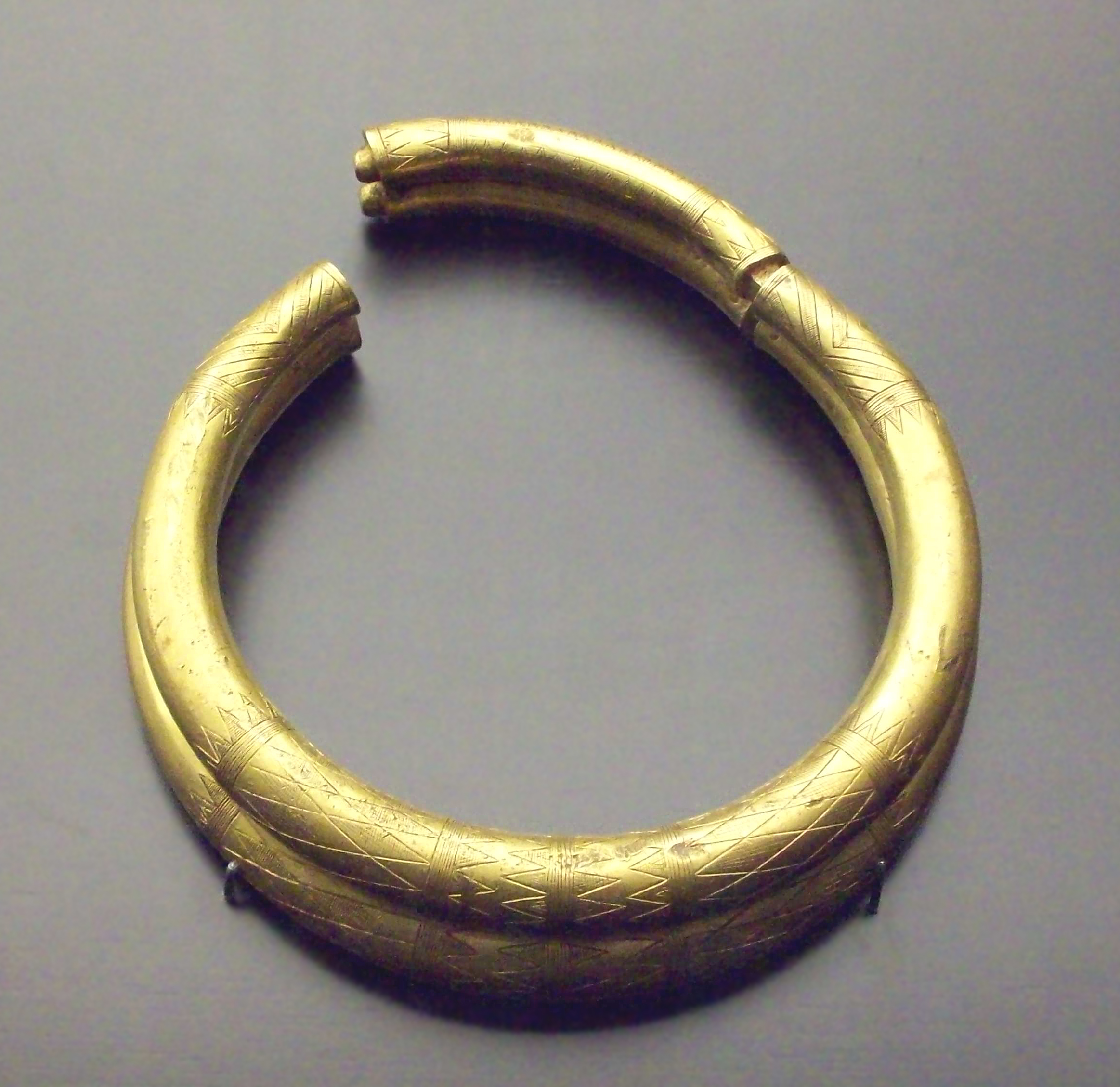
Torque d'oro del I millennio a.C. rinvenuta a Sagrajas (Badajoz)

Utilizzata in Europa da vari popoli dall'Età del Bronzo (circa dal II-I millennio a.C.), se ne ha traccia fino al periodo delle invasioni barbariche del V secolo, per ritornare durante l'epoca vichinga, perlopiù in argento.
Ebbe un comune utilizzo a partire dal IX secolo a.C.; in seguito si ritrova indossata da tutte le tribù celtiche, dai Britanni fino ai Galati in Asia Minore. Veniva indossata anche presso popoli non celtici quali Germani, Sciti, Illiri, Levi.

## Uso e significato presso i Celti
Per i Celti la torque era molto più di un gioiello: era un oggetto mistico, parte integrante dell'identità del popolo. Costituiva una sorta di segno tipico della divinità e, di conseguenza, indossandola ci si garantiva protezione. Era un talismano catalizzatore e avvicinava l'uomo agli dèi concentrandone l'energia mistica sul proprio corpo.

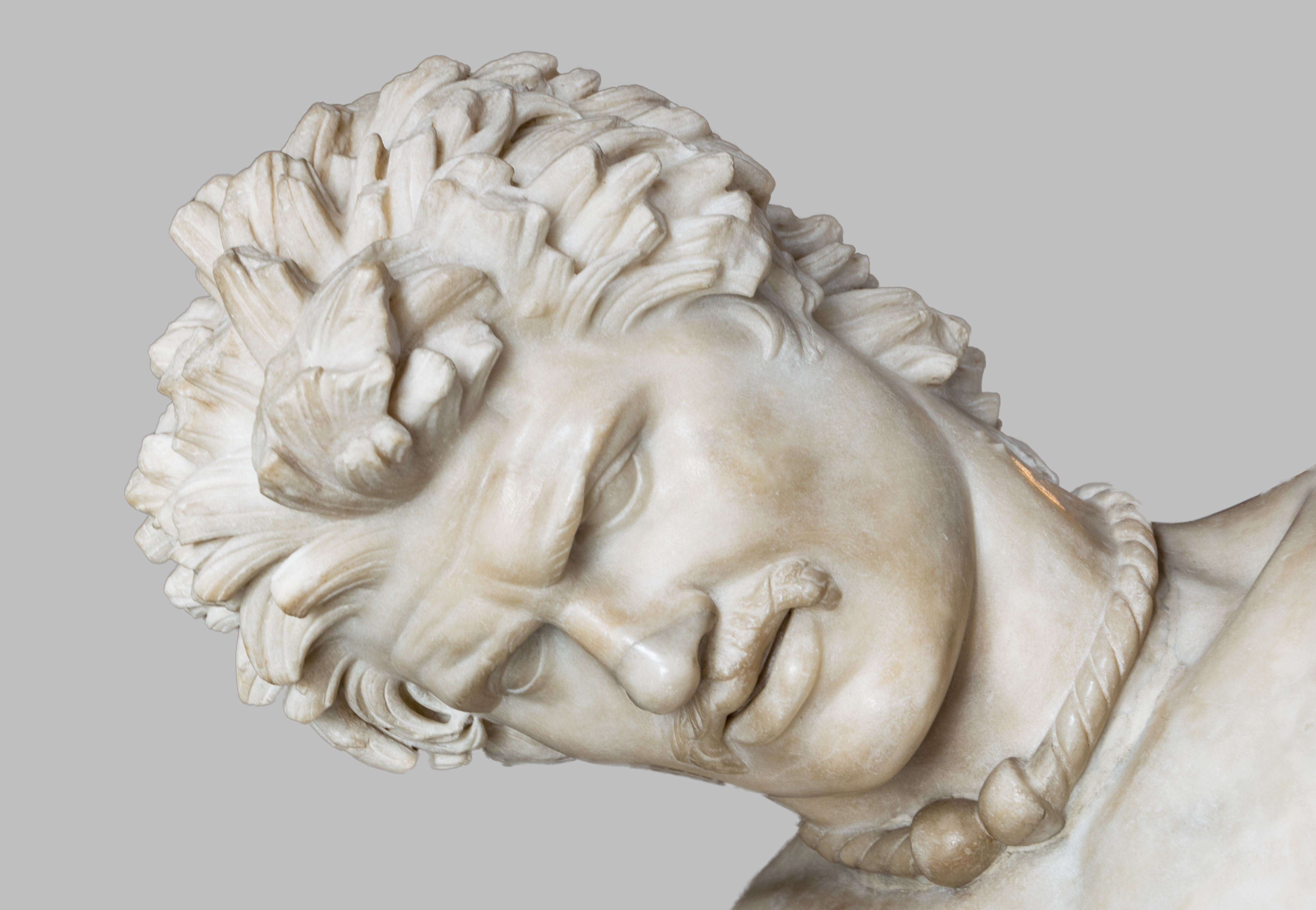
Statua del Galata morente, indossante solo la torque al collo

Alcune torque sono state rinvenute nelle tombe di popolazioni celtiche, quasi a simboleggiare il legame eterno con gli dèi, l'auspicio di un buon viaggio nell'oltretomba; altre appaiono in alcune statue romane che raffigurano guerrieri celti in battaglia vestiti solo della torque al collo, come se quest'oggetto fosse l'unica protezione dal nemico, una protezione divina.
Essa indicava l'alto rango di chi la indossava e per questo motivo veniva spesso utilizzata nelle raffigurazioni delle divinità.
La torque veniva utilizzata frequentemente nelle sepolture cerimoniali di individui socialmente importanti. Ciò è comprovato dal ritrovamento di una sepoltura di un principe nei pressi di Hochdorf e risalente al VI secolo a.C. e della Tomba di Vix, sepoltura di una principessa ritrovata nei pressi di Vix in Borgogna.

### Testimonianze e ritrovamenti
L'uso fra le popolazioni celtiche di indossare torque è testimoniato anche da alcuni autori classici come Strabone e Cassio Dione Cocceiano. Il primo parla dell'usanza gallica di indossare ornamenti d'oro e, appunto, torque, mentre il secondo afferma che la regina Budicca indossava al collo un grande girocollo a tortiglione.
Esistono molte altre testimonianze dell'uso di questo tipo di ornamento, che veniva anche raffigurato come attributo di divinità: nella copia romana del Galata morente c'è la raffigurazione di un guerriero celtico nudo e con indosso una torque. In molte monete di conio celtico sono raffigurati individui che indossano una torque.

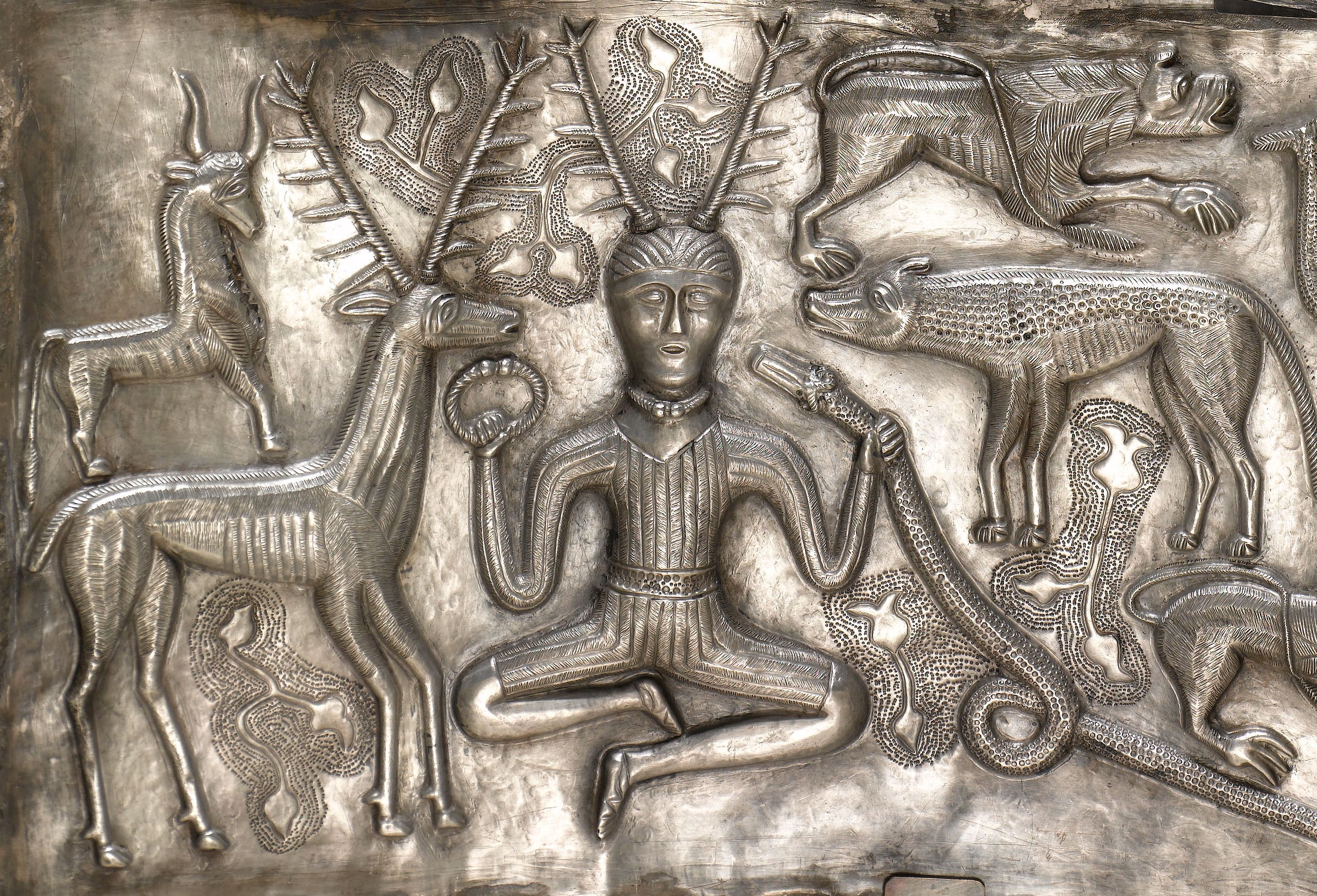
Calderone di Gundestrup, dettaglio del pannello con la raffigurazione del dio Cernunnos ornato di torque

Molte divinità celtiche, anche romanizzate, venivano raffigurate con una torque a simboleggiare il loro alto ufficio: Mercurio e la sua sposa Rosmerta, una statua a Treviri, indossano un collare a tortiglione, così come una statua di Ercole a Castlesteads o una di Venere proveniente da Augst, che indossano entrambi delle torque. Ma l'uso della torque era dedicato soprattutto alle divinità autoctone, come testimoniato dal famoso Calderone di Gundestrup risalente alla fine del II secolo a.C. e che raffigura immagini di divinità celtiche con al collo delle torque.

## Uso e significato presso i Romani
Poiché questo ornamento era un elemento di spicco nel patrimonio di chi lo possedeva, esso era considerato dai soldati romani un bottino molto ambito, che spesso veniva assegnato a coloro che si erano particolarmente distinti in battaglia - come testimoniato da Plinio. I monumenti eretti in onore di soldati particolarmente meritevoli enumeravano talvolta anche il numero di torque raccolte in battaglia. Le torque figuravano tra i dona minora, cioè le ricompense militari di ordine inferiore, assegnate come premio a soldati e ufficiali a fronte del loro valore in battaglia e nel corso delle campagne.
La Historia Augusta menziona il dono di armillae e torques da parte dell'imperatore Decio al futuro imperatore Claudio il Gotico, allora giovane soldato, per aver difeso il suo onore a seguito di una mossa sleale durante una lotta per uno spettacolo che si teneva nell'accampamento in onore di Marte.
Fu proprio dall'abitudine di indossare un collare simile, appartenuto ad un guerriero gallico da lui ucciso in combattimento, che Tito Manlio ebbe il cognomen di "Torquatus". Fu, infatti, nel 361 a.C., che, durante la guerra contro i galli, Tito Manlio sfidò a duello un barbaro dall'enorme corporatura e, dopo avergli strappato la collana (torque) e averla messa al suo collo, prese per sempre il soprannome di "Torquato" per sé e per i suoi discendenti.
| « Il Romano (Tito Manlio), tenendo alta la punta della spada, colpì col proprio scudo la parte bassa di quello dell'avversario; poi, insinuatosi tra il corpo e le armi di quest'ultimo in modo tale da non correre il rischio di essere ferito, con due colpi sferrati uno dopo l'altro gli trapassò il ventre e l'inguine facendolo stramazzare a terra, disteso in tutta la sua mole. Tito Manlio si astenne dall'infierire sul corpo del nemico crollato al suolo, limitandosi a spogliarlo della sola collana, che indossò a sua volta, coperta com'era di sangue. » |
| (Tito Livio, Ab Urbe condita, VII, 10.) |